# Dag Vidar Hafsås
Dag Vidar Hafsås (Trondheim, 26 giugno 1973) è un arbitro di calcio norvegese.

## Carriera
Helgerud arbitrò il primo incontro nell'Eliteserien in data 2 novembre 2008.